# Daniel Handler
Pour les articles homonymes, voir Handler.
 (février 2024).
Si vous disposez d'ouvrages ou d'articles de référence ou si vous connaissez des sites web de qualité traitant du thème abordé ici, merci de compléter l'article en donnant les références utiles à sa vérifiabilité et en les liant à la section « Notes et références ».
Œuvres principales
- Série Les Désastreuses Aventures des orphelins Baudelaire

Daniel Handler, né le 28 février 1970 à San Francisco en Californie, est un écrivain, scénariste et accordéoniste américain, mieux connu du grand public sous son pseudonyme occasionnel Lemony Snicket, utilisé notamment pour écrire la série Les Désastreuses Aventures des orphelins Baudelaire.

## Biographie
Né à San Francisco, il a participé à la chorale officielle de sa ville et obtenu son baccalauréat au lycée Lowell High School. Il a obtenu son diplôme d'études supérieures à l'université Wesleyan en 1992.
Il est actuellement marié à l'artiste et graphiste Lisa Brown, qu'il a rencontrée à l'université, et vit dans une maison de type victorien à San Francisco. Son fils Otto est né en 2003. C'est également un activiste qui milite (et a aidé à créer) à LItPAC, un comité d'action politique soutenant le Parti démocrate aux États-Unis.
Daniel Handler se considère comme un « touche-à-tout » et a produit ses œuvres sous des formats très divers.

### Livres
Trois de ses romans ont été publiés aux États-Unis. Le premier, The Basic Eight, a longtemps été rejeté par tous les éditeurs du fait de son ton acerbe et des thèmes abordés, censés décrire une vision particulièrement sombre du quotidien des adolescentes. Selon l'auteur, ce roman fut rejeté 37 fois en tout. Ceci ne découragea pas Handler, qui s'entêta au contraire à aborder des thèmes dits « désespérants » dans une prose sombre pour les œuvres suivantes.
Watch Your Mouth, son second roman, fut en réalité écrit avant la publication de The Basic Eight. Il s'agit d'un livre fait pour le théâtre, puisque de nombreuses scènes sont écrites en dialogues et accompagnées de didascalies et d'annotations scéniques. Selon sa maison d'édition, il s'agirait d'une sorte « d'opéra de l'inceste » qui mélangerait « la mythologie judaïque avec les turpitudes de la sexualité d'aujourd'hui ».
Son troisième roman, Adverbs, fut publié en avril 2006. Ce recueil de nouvelles se veut un exercice de définition de l'amour sous toutes ses formes, selon l'histoire racontée : homosexualité, passion, affection, camaraderie, respect… L'originalité vient du fait que chaque nouvelle a pour titre un adverbe, et ne s'intéresse pas tant à la finalité ou à l'origine des actions qu'à la façon dont elles s'expriment. Selon l'auteur, « le vrai miracle réside dans l'adverbe : la façon dont se fait la chose ».
Aux dernières nouvelles, il travaille sur un roman traitant de pirates, ou du moins « d'un pirate des temps modernes désirant à tout prix devenir un pirate des anciens temps ».

### Lemony Snicket
Daniel Handler utilise ce pseudonyme dans la série de livres pour enfants qui a fait l'essentiel de son succès public, Les Désastreuses Aventures des orphelins Baudelaire. Après les ventes et critiques médiocres de ses premiers romans, son éditeur lui avait conseillé de se mettre à écrire pour la jeunesse, trouvant dans son univers littéraire et son style d'écriture un « potentiel ». Handler refusa d'abord catégoriquement, argumentant qu'il avait toujours, même enfant, trouvé ce genre de livres mièvre et inintéressant. C'est ce qui le conduisit à créer une sorte d'anti-conte de fées, où les héros, trois orphelins surdoués, ne cessent d'endurer les calamités les plus atroces alors que les « méchants » finissent toujours par gagner à chaque épisode.
Le premier des treize tomes de la série fut publié en 1999 : le narrateur de la série, Lemony Snicket, se révèle être un des personnages principaux de l'intrigue, et a une personnalité propre (son frère Jacques Snicket  et sa sœur Kit Snicket y apparaissent aussi). Cette ambiguïté a beaucoup joué dans la promotion des livres : lorsqu'il est interviewé à propos de la série, Handler « remplace » Lemony Snicket, de même que pour les shows organisés lors de la sortie des livres. L'auteur agit également comme si les évènements décrits dans la série et leur narrateur (tous fictifs) étaient réels. Un hors-série des Désastreuses Aventures : l'autobiographie interdite de Lemony Snicket, est même précédé d'une préface officielle de Daniel Handler.
La série s'est assez rapidement élevée au rang de best-seller, le dernier opus ayant été publié le 31 mai 2007.
Après plusieurs années d'interruptions où le pseudonyme Lemony Snicket n'aura été utilisé que pour quelques livres pour enfants non-traduits, l'auteur a décidé de reprendre le personnage de Lemony dans un préquel aux Désastreuses Aventures en quatre tomes : All the Wrong Questions. Cette série serait centrée sur l'enfance du narrateur-personnage au sein de VDC. Le premier ouvrage Who Could That Be at This Hour? est sorti dans sa langue originale le 23 octobre 2012. La version française, Les Fausses Bonnes Questions de Lemony Snicket, et son premier tome, Mais qui cela peut-il être à cette heure ? a été publié le 2 janvier 2014 par les éditions Nathan.

### Musique
Handler est également un musicien accompli, et a joué de l'accordéon dans divers enregistrements. Il a notamment travaillé avec Stephin Merritt, chanteur et compositeur des Magnetic Fields, sur une comédie musicale inachevée. Sa collaboration avec le groupe ne s'est pas arrêtée là puisqu'il a travaillé sur certaines de leurs chansons.
Après son départ de l'université, il a fait partie de deux autres groupes, Edith Head Trio et Tzamboni, qui n'ont pas rencontré de succès. Il a aussi joué de l'accordéon avec le groupe musical de Stephin Merritt, The Gothic Archies : ceux-ci ont réalisé treize chansons sur sa série à succès, Le funeste destin des Baudelaire, qui sont incluses dans la version audio des livres anglais. Ces treize chansons ont été regroupées sur un CD accompagnant la série, The Tragic Treasury, avec une chanson du groupe les ayant réalisées.
Handler a également écrit les paroles de la chanson Radio du groupe One Ring Zero.

### Films
Handler a par ailleurs eu un petit succès en filmographie : il a écrit le scénario de Rick, adaptation de l'opéra de Verdi Rigoletto, et Kill the Poor, adaptation du roman de Joel Rose.
Handler fut également impliqué dans l'écriture du scénario du film censé adapter sa série à succès, Les Désastreuses Aventures des Orphelins Baudelaire, au grand écran. Il fut néanmoins retiré du projet à la suite d'une refonte de l'équipe de production, non sans avoir laissé derrière lui huit versions achevées différentes de scénarios pour le film. Robert Gordon fut finalement chargé de réécrire le scénario et fut crédité comme le scénariste officiel lors de la sortie du film ; cela n'empêcha pas Handler d'exprimer sa satisfaction quant à l'intrigue du film.
Handler fut contacté lors de la réalisation du DVD du film pour jouer Lemony Snicket dans un des commentaires audios, projet qu'il accepta. Le résultat est un pastiche du film, où Lemony Snicket affirme être pris en otage par le réalisateur (censé faire le commentaire du film avec lui), raille l'équipe de production, la réalisation et le scénario en général. Le résultat final ressemble donc beaucoup au ton général adopté dans la narration des livres.

## Œuvres

### Sous le pseudonyme de Lemony Snicket

#### SérieLes Désastreuses Aventures des Orphelins Baudelaire
1. Tout commence mal..., Nathan, 2002 ((en) The Bad Beginning, 1999)  (ISBN 2092823531)Titre québécois : Nés sous une mauvaise étoile
2. Le Laboratoire aux serpents, Nathan, 2002 ((en) The Reptile Room, 1999)  (ISBN 2092110349)Titre québécois : Le Laboratoire aux reptiles
3. Ouragan sur le lac, Nathan, 2002 ((en) The Wide Window, 2000)  (ISBN 2092823566)
4. Cauchemar à la scierie, Nathan, 2002 ((en) The Miserable Mill, 2000)  (ISBN 2092823574)
5. Piège au collège, Nathan, 2003 ((en) The Austere Academy, 2000)  (ISBN 2092825992)
6. Ascenseur pour la peur, Nathan, 2003 ((en) The Ersatz Elevator, 2001)  (ISBN 209282600X)
7. L'Arbre aux corbeaux, Nathan, 2004 ((en) The Vile Village, 2001)  (ISBN 2092826077)
8. Panique à la clinique, Nathan, 2004 ((en) The Hostile Hospital, 2001)  (ISBN 2092826085)
9. La Fête féroce, Nathan, 2004 ((en) The Carnivorous Carnival, 2002)  (ISBN 2092504320)
10. La Pente glissante, Nathan, 2005 ((en) The Slippery Slope, 2003)  (ISBN 2092504312)
11. La Grotte Gorgone, Nathan, 2005 ((en) The Grim Grotto, 2004)  (ISBN 2092506781)
12. Le Pénultième Péril, Nathan, 2006 ((en) The Penultimate Peril, 2005)  (ISBN 209250679X)
13. La Fin, Nathan, 2007 ((en) The End, 2006)  (ISBN 2092506803)

##### Hors-série
1. Lemony Snicket : L'autobiographie non autorisée, Nathan, 2005 ((en) Lemony Snicket: The Unauthorized Autobiography, 2002)  (ISBN 2092508679)
2. (en) The Beatrice Letters, 2006Non traduit en français
3. (en) Horseradish: Bitter Truths You Can't Avoid, 2007Contient des extraits des livres de la série - Non traduit en français

#### SérieLes Fausses Bonnes Questions
1. Mais qui cela peut-il être à cette heure ?, Nathan, 2014 ((en) Who Could That Be at This Hour?, 2012)  (ISBN 978-2092541555)
2. Quand l'avez-vous vue pour la dernière fois ?, Nathan, 2014 ((en) When Did You See Her Last?, 2013)  (ISBN 978-2092541562)
3. Ne devriez-vous pas être en classe ?, Nathan, 2015 ((en) Shouldn't you be in school?, 2014)  (ISBN 978-2092541579)
4. Pourquoi cette nuit est-elle différente des autres nuits ?, Nathan, 2016 ((en) Why Is This Night Different from All Other Nights?, 2015)  (ISBN 978-2092541586)

- (en) File Under: 13 Suspicious Incidents, 2014

#### Autres œuvres
- (en) The Latke Who Couldn't Stop Screaming, 2007
- (en) The Lump of Coal, 2008
- Le Compositeur est mort - Enquête à l'orchestre, Didier Jeunesse, 2014 ((en) The Composer is Dead, 2009)  (ISBN 978-2278071159)
- (en) 13 Words, 2010
- Le Noir, Milan, 2015 ((en) The Dark, 2013)  (ISBN 978-2745965516)
- Il était une fois la mauvaise humeur, Glénat, 2018 ((en) The Bad Mood and the Stick, 2017)  (ISBN 978-2344024966)Illustrations par Matthew Forsythe

### Sous son véritable nom
- Le Cercle des huit, Galaade, 2011 ((en) The Basic Eight, 1998)  (ISBN 978-2351761229)
- (en) Watch Your Mouth, 2000
- (en) How to Dress for Every Occasion, by the Pope, 2005Illustrations par Lisa Brown
- L'Amour adverbe, Galaade, 2008 ((en) Adverbs, 2006)  (ISBN 978-2351760536)
- Inventaire après rupture, Nathan, 2012 ((en) Why We Broke up, 2011)  (ISBN 978-2092540909)
- (en) We Are Pirates, 2014
- (en) All the Dirty Parts, 2017

## Filmographie

### Scénariste
- 2003 : Rick Hunter - Retour en force (Rick)
- 2003 : Kill the Poor
- 2017-2019 : Les Désastreuses Aventures des orphelins Baudelaire (Lemony Snicket's A Series of Unfortunate Events) (TV) : 25 épisodes

### Producteur
- 2017-2019 : Les Désastreuses Aventures des orphelins Baudelaire (Lemony Snicket's A Series of Unfortunate Events) (TV)

### Acteur
- 2003 : Kill the Poor : Perky Waiter
- 2017 : Les Désastreuses Aventures des orphelins Baudelaire (Lemony Snicket's A Series of Unfortunate Events) : le poissonnier